# Сенека (округ Кроуфорд, Вісконсин)
Сенека (англ. Seneca) — місто (англ. town) в США, в окрузі Кроуфорд штату Вісконсин. Населення — 932 особи (2020).

## Демографія
Згідно з переписом 2010 року, у місті мешкало 866 осіб у 338 домогосподарствах у складі 242 родин. Було 510 помешкань
Расовий склад населення:
| - 98,6 % — білих - 0,6 % — азіатів - 0,3 % — корінних американців |

До двох чи більше рас належало 0,5 %. Частка іспаномовних становила 0,0 % від усіх жителів.
За віковим діапазоном населення розподілялося таким чином: 25,5 % — особи молодші 18 років, 57,1 % — особи у віці 18—64 років, 17,4 % — особи у віці 65 років та старші. Медіана віку мешканця становила 43,7 року. На 100 осіб жіночої статі у місті припадало 114,4 чоловіків;  на 100 жінок у віці від 18 років та старших — 112,9 чоловіків також старших 18 років.
Середній дохід на одне домашнє господарство  становив 60 223 долари США (медіана — 49 444), а середній дохід на одну сім'ю — 74 598 доларів (медіана — 62 813). Медіана доходів становила 37 308 доларів для чоловіків та 33 542 долари для жінок. За межею бідності перебувало 6,4 % осіб, у тому числі 1,4 % дітей у віці до 18 років та 7,8 % осіб у віці 65 років та старших.
Цивільне працевлаштоване населення становило 388 осіб. Основні галузі зайнятості: освіта, охорона здоров'я та соціальна допомога — 22,4 %, роздрібна торгівля — 17,8 %, сільське господарство, лісництво, риболовля — 16,5 %.